# 武田康
武田 康（たけだ やすし、1964年4月22日 - ）は、愛媛県出身の元プロ野球選手（捕手）。

## 来歴・人物
今治西高では1981年、2年生の時に、小学校から同期のエース藤本修二投手とバッテリーを組み、夏の甲子園に出場。四番打者として活躍し準々決勝に進出するが、この大会に優勝した報徳学園高の金村義明投手に抑えられ、1-3で敗退。1年上のチームメートに渡辺弘投手がいた。翌年夏は県予選決勝に進出するが川之江高に敗れ、甲子園出場を逸する。
1982年のプロ野球ドラフト会議で横浜大洋ホエールズから5位指名を受け入団。
1987年3月28日夜、大洋二軍（イースタン・リーグ）の同僚3人（竹田光訓・宮下正彦・長谷川国利）とともに、神奈川県横須賀市内で飲酒してタクシーで球団合宿所（横須賀市長浦）へ帰る途中、タクシーの前をノロノロ運転していた車の運転手（18歳少年）と喧嘩になり、少年ら3人を殴って怪我を負わせたとして、暴行に加わった宮下・竹田の両名とともに横須賀警察署に傷害容疑で取り調べられ、暴行には加担しなかったもののトラブルに居合わせた長谷川を含め、球団から無期限謹慎処分を受けた（同年4月14日付で解除）。
1987年にはMLB・テキサス・レンジャーズ傘下（当時）のルーキー級ビュート・カッパーキングスに、1年間野球留学した。しかし、帰国後も一軍出場は果たせないまま、1990年限りで現役を引退。
引退後は、横浜のスカウトとなり、山口俊などの獲得に携わった。
2006年から読売ジャイアンツのスカウトに就任。

## 詳細情報

### 年度別打撃成績
- 一軍公式戦出場なし

### 背番号
- 57 （1983年 - 1989年）
- 42 （1990年）